# BLUFF (バンド)
BLUFF（ブラフ）は、2007年に結成された日本のブラス・ロックバンド。
2007年11月、BLUES ALLEY JAPAN（東京都目黒区）にて旗揚げライブを行う。以降、精力的にライブ活動を行っている。

## 概要
- 2007年、SPECTRUM、C-C-B、TOPS等のメンバーとして、またスタジオミュージシャンとして、日本の音楽シーンを支えて来たベテランミュージシャン達により結成。当初は“Brass Rock of Fame”名義で活動を始めたが、2007年11月に初ライブを行うにあたりバンド名を“BLUFF”に改名した。
- 安定感のあるリズム、疾走感溢れる旋律、華やかなホーンの織り成す重厚な演奏は音圧を成し、“爆音”と評されることもある[1]。
- 他のアーティストのライブやレコーディングにゲストミュージシャンとして参加する機会も多い。BLUFFの活動と並行して、各自、ミュージシャンとして多岐にわたる活動をしている。

## 略歴
ライブについての詳細は後述「ライブ活動」項参照。
2007年
- バンド結成。
- 11月12日 - BLUES ALLEY JAPANにて初ライブ。

2009年
- 8月 - 『Summer Tour 2009「Introduction」』を名古屋・大阪・東京で開催。
- 12月1日 - 初のミニアルバムとなる「β（BETA）」をリリース。

2010年
- 5月 - 『Tour 2010 "Diffusion"』を広島・神戸・名古屋・東京で開催。
- 7月 - 『Tour 2010 "Diffusion" Round 2』を仙台・東京で開催。

2011年
- 1月19日 - CNNGoの記事にBLUFFが取り上げられ掲載される[2]。
- 4月10日 - ファンキー末吉の呼びかけで行われた東日本大震災の被災地に届ける義援金を募るためのチャリティーマラソンライブに参加（「八王子Live Bar X.Y.Z.→A」にて）。
- 6月 - 『Tour 2011 "Penetration"』を広島・神戸・名古屋・東京で開催。
- 8月28日 - 『田中公平 真の? 30周年コンサート』に参加（目黒パーシモン大ホール）。
- 12月 - 『X’mas Special Live』をSHIBUYA BOXXにて開催。

2012年
- 2月1日 - 『AJ-米田渡 Presents　渡辺英樹Birthday Event「30周年リサイタル」』にBLUFF Hornsがゲスト出演（以降、『AJ-米田渡-』名義のライブに毎回出演した）。
- 4月 - 『Tour 2012 "Fixation"』を東京・京都・神戸・広島・名古屋にて開催。9月、『Tour 2012 "Fixation" Round 2』を郡山・仙台にて開催。
- 10月 - テレビアニメ「ジョジョの奇妙な冒険」の主題歌「ジョジョ〜その血の運命（さだめ）〜」をTOMMY（富永TOMMY弘明名義）が担い、スマッシュヒット。アニメ関連の番組やイベントに出演する機会が増える。
- 11月 - 結成5周年。記念ライブ『BLUFF 5th Anniversary Live』を神戸・東京にて開催。

2013年
- 4月7日 - アニマックスのオリジナル音楽番組「STUDIO MUSIX」にTOMMYが出演。上記「ジョジョ〜その血の運命（さだめ）〜」を、BLUFFの演奏で披露（ただし“富永TOMMY弘明 with BLUFF”名義）。BLUFFとしてはテレビ初出演。

同年8月9日、国立代々木競技場第一体育館で行われたa-nation主催「a-nation アニジェネ 〜ANISON GENERATION〜」にも同名義で出演。
- 7月 - 前年末から怪我で療養していた川嵜の快復・音楽活動復帰を報告。
- 9月 - 『BLUFF Tour 2013 "Breakthrough"』を広島・神戸・京都・名古屋・東京にて開催。

2017年
- 結成10周年を迎えるにあたり『Go to the 10th Anniversary』と題し、5月よりコンセプトを変えてのライブを企画・開催。同年9月22日には『BLUFF “Go to the 10th Anniversary Vol.4 『BLUFF plays SPECTRUM』”と銘打ち全編スペクトラムの楽曲で構成したライブを開催。
- 11月22日 - 10周年記念日ライブを初台 The Doorsで開催。

2018年
- 4月20日 - 下北沢 GARDENで行われたライブにおいて、数年前よりバンドの活動から離れていた近藤和明が正式に脱退したことを発表した。また、結成時メンバーであったが諸般の事情で初期の段階でバンドの活動から離れていた今野多久郎が正式に復帰したことも併せて発表した[3]。

2020年
- 3月4日 - ミニアルバム「β（BETA）」が各ストリーミングサービス及び各サブスクリプションサービスにて配信開始。

2022年
- 11月12日 - 15周年記念ライブ『BLUFF 15th Anniversary Live』をBLUES ALLEY JAPANにて開催。

## メンバー
松木隆裕（まつき たかひろ）
トランペット / ボーカル
18歳の時に上京。トランペッター、アレンジャーとしてプロ活動を開始。アーティスト物から、アニメ、ゲーム、学童物に至るまで、数多くのレコーディングに参加する傍ら、作曲家、サウンドプロデューサーとしてテレビ番組、CMなどに使用する音楽を手がける。近年ではミュージカルの音楽監督や数多くのアーティストのステージ・プロデュースやサウンド・プロデュースを手がけるなど多方面で活躍。また、自らのリーダーセッションライブも執り行っている。2015年には、宮崎隆睦、上杉雄一、入山和代、東條あづさらとHornsユニット「B-sty Horns（ビースティ・ホーンズ）」を結成した。
川嵜淳一（かわさき じゅんいち）
トランペット
1986年、「TOPS」のメンバーとしてデビュー。バンド解散後、バブルガムブラザーズバンド、夜総会BAND、T.P.O.等に参加する傍ら、DREAMS COME TRUE、ゴスペラーズ、中西圭三などのツアーサポートやスタジオワークでも活動している。
吉田俊之（よしだ としゆき）
トロンボーン
東京芸術大学在学中にプロ活動開始。原田真二、杏里、アンルイスなどのサポートを経て、1979年、日本屈指のブラス・ロックバンド「SPECTRUM」へ参加し、デビュー。解散後はレコーディング・エンジニアへ転身するが、トロンボーン奏者としてもカシオペア、永井真理子、爆風スランプのサポートやスタジオワークで活動を続けている。
米川英之（よねかわ ひでゆき）
ギター / ボーカル
1984年、「C-C-B」のギタリストとしてプロデビューし、1989年のバンド解散時まで在籍。1990年にソロ活動を開始。シングル5枚、オリジナルアルバム9枚（2023年5月26日時点）をリリース。また他アーティストへの楽曲提供やスタジオワークの他、数多くのセッションに参加。精力的にライブ活動を行っている。2015年より矢沢永吉のバックバンドメンバーとしても活動している。
斉藤“TAK”貴之（さいとう タク たかゆき）
ベース
ニューヨーク仕込みのスラップ・スタイルで楽曲をグルーヴさせる敏腕ベーシスト。数多くのセッションやステージをこなすほか、現在のJ-POPシーンのなかで枚挙に暇がないほど多くのレコーディングに参加している。
岡本郭男（おかもと あつお）
ドラム
1975年、浜田省吾の後任として「愛奴」に参加してレコードデビュー。その後、松山千春、チェリッシュなどのサポートを経て、1979年、「SPECTRUM」に参加。解散後はスタジオミュージシャンとして活動する傍ら、長渕剛などのサポートワークに参加する他、AB'S、Triple-Xなどのメンバーとしても活動。
今野多久郎
パーカッション
1979年「SPECTRUM」でデビュー。解散後「STR!X」を経て、1986年「KUWATA BAND」に参加。プロデューサーとして、メリー・クリスマス・ショー、イカすバンド天国等のテレビ番組を手がける他、筋肉少女帯、福山雅治、五木ひろし等のアルバムのサウンド・プロデュースを手がける。またCMタレントとしても活躍する等、その活動は多岐にわたる。結成時のメンバーでありながら初期の段階でバンドから離れ、周年イベントなどに参加するのみであったが、2018年正式にメンバーとして復帰。
TOMMY（トミー）
ボーカル
1986年に都内ライブハウスで活動を開始、並行してタレントとしても活動、テレビ朝日系列「地球キャッチミー」などにレギュラー出演。1998年、m.c.A・T、Jinらとブラックボーカルグループ「BETCHIN’」を結成、avexからアルバム2枚、シングル6枚をリリースした。スタジオワークやツアーサポートの他、『FNS地球特捜隊ダイバスター』、『ジョジョの奇妙な冒険』、『遊☆戯☆王VRAINS』などの主題歌やCMソングを数多く歌っている。また、ドワンゴクリエイティブスクールにおいてボーカル講座の講師を務め後進の育成に力を入れている。富永TOMMY弘明（とみなが トミー ひろあき）名義での活動も多い。2013年12月25日、アルバム『富永TOMMY弘明』をリリース。

### 旧メンバー
近藤和明（こんどう かずあき）
キーボード
国立音楽大学作曲学科卒業。様々なセッション、バンドに参加。2004年には南京国際JAZZ音楽祭に自身のバンドで出演。2008年9月にはアポロ・シアターにてSam Mooreと共演。ソロ活動からビッグバンド参加まで幅広い活動をしている。2014年から休養していたが、2018年正式に脱退。

### サポートメンバー
西脇辰弥
キーボード
2014年から近藤に代わりサポートを務める。
寺内茂
トランペット
川嵜が病気や怪我で休養した際、ツアーやテレビ番組などで代わりを務めた。
森藤晶司
キーボード
2019年からサポートを務める。

## ディスコグラフィー

### ミニ・アルバム
- β（BETA）（2007年12月1日）規格番号 : B015EIGED4

### 収録曲
| #  | タイトル                 | 作詞            | 作曲               | 編曲            |
| -- | ------------------------ | --------------- | ------------------ | --------------- |
| 1. | 「Kind Of The Woman」    | TOMMY           | 松木隆裕           | 松木隆裕・BLUFF |
| 2. | 「Morning Glow」         | TOMMY・松木隆裕 | 吉田俊之・米川英之 | BLUFF           |
| 3. | 「Biggest Will」         | TOMMY           | 米川英之           | 米川英之・BLUFF |
| 4. | 「夜に…（You'll Need）」 | TOMMY           | 米川英之           | BLUFF           |
| 5. | 「You Are My Fate」      | TOMMY           | 米川英之           | 米川英之・BLUFF |

## BLUFF Horns
- ホーンセクションが、他アーティストのサポートやスタジオワーク等の活動を行う場合、BLUFF Hornsの名義を使用する。
- サックスの包国充が加わることも多い。

### スタジオワーク
サンプラザ中野くん、向谷実、田中公平、中島愛、川口千里、中川翔子、他

### サポートワーク
爆風スランプ、向谷実、AJ-米田渡-、他